# Maud (statek)

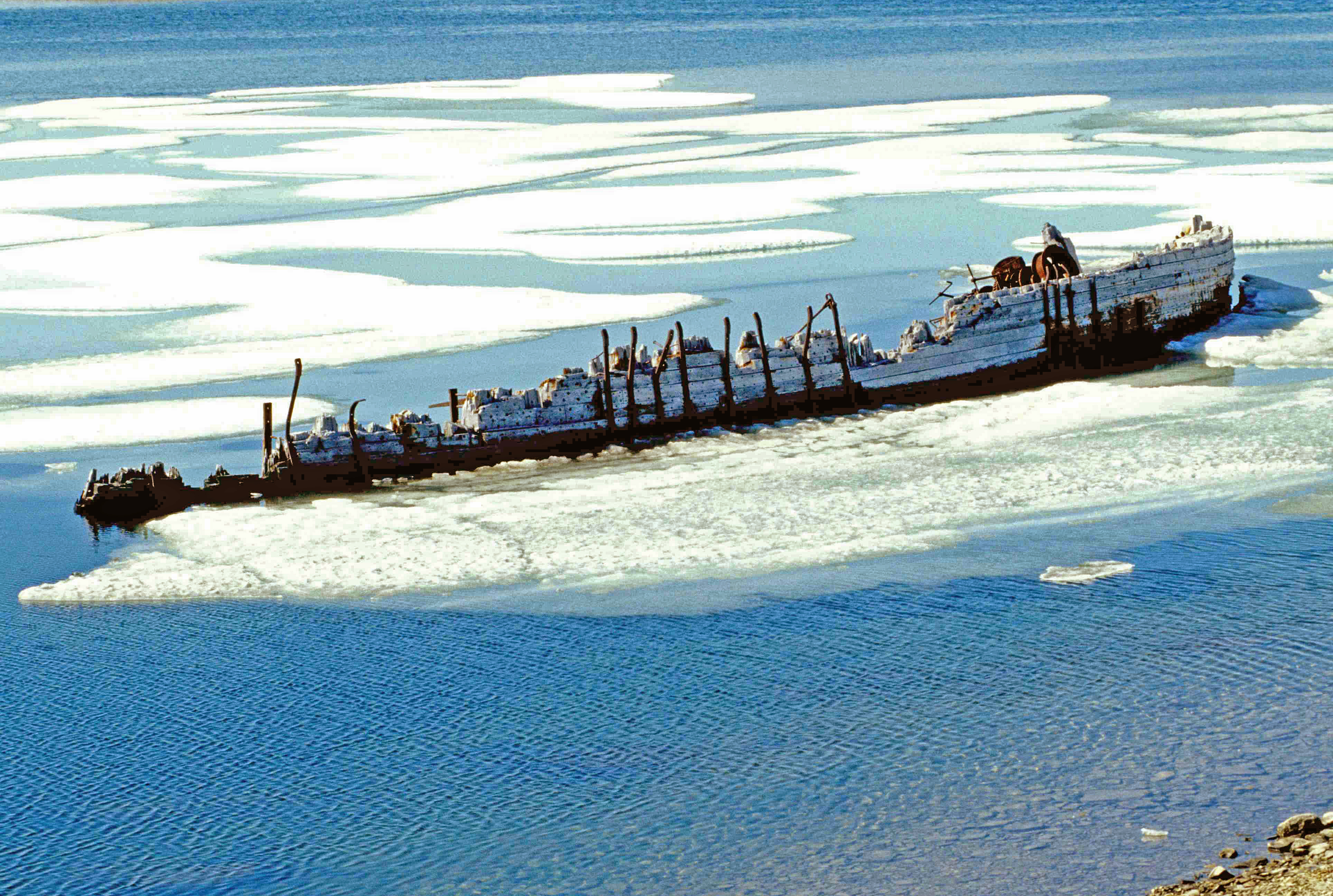
Wrak „Maud” w Kanadzie, 1998

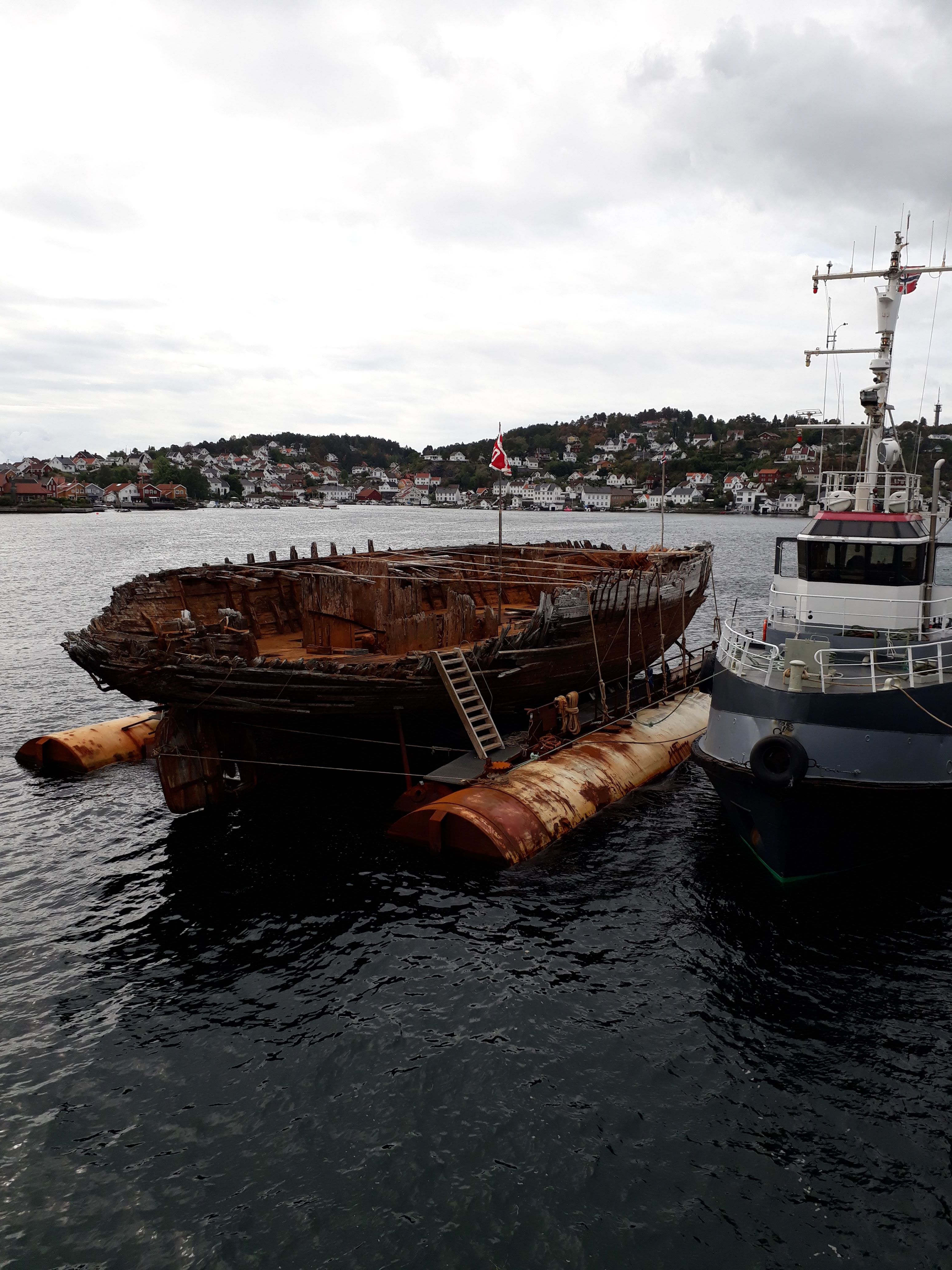
Wrak „Maud” transportowany do Norwegii, 2018

Maud – norweski statek zbudowany dla Roalda Amundsena (1872–1928) na potrzeby ekspedycji Północną Drogą Morską (1918–1925).

## Historia
Po powrocie z wyprawy Amundsena na biegun południowy w 1914 roku okazało się, że statek „Fram” spróchniał podczas pobytu w tropikach . Amundsen, który wzbogacił się w czasie I wojny światowej na transporcie morskim, przeznaczył zarobione pieniądze na budowę nowej jednostki dla potrzeb kolejnej wyprawy – ekspedycji Północną Drogą Morską i zlecił budowę nowego statku na podobieństwo „Frama” . 
Nowy statek został nazwany na cześć królowej Norwegii „Maud” . Jednostka była trójmasztową barkentyną o 36 m długości i 12 m szerokości, zanurzeniu 4,3 m, o nośności 380 BRT (w późniejszym czasie była zarejestrowana jako szkuner o nośności 385 BRT) . 
18 lipca 1918 roku „Maud” wyruszyła z Vardø na wody Arktyki . We wrześniu 1918 roku utknęła na prawie rok przy przylądku Czeluskin i dopiero 12 września 1919 roku udało się ją wypchnąć na otwarte wody . „Maud” popłynęła dalej na wschód, lecz było już zbyt późno, by przedostać się na północ . 21 września statek utknął ponownie w lodzie i załoga zmuszona była zimować na wybrzeżu wyspy Ajon , ok. 800 km od krańca Północnej Drogi Morskiej . Wyprawa została wznowiona w lipcu 1920 roku i 28 lipca „Maud” dotarła do Nome na Alasce . W Nome czterech z ośmiu uczestników wyprawy zdecydowało się na powrót do domu . Amundsen planował wrócić na wybrzeże Syberii, by tam rekrutować nowych członków załogi i kontynuować wyprawę, jednak warunki lodowe były jeszcze gorsze niż wcześniej i po awarii wału napędowego Amundsen zmuszony był do ponownego, trzeciego zimowania . W lipcu 1922 roku „Maud” była wolna od lodu, lecz z powodu uszkodzenia śruby okrętowej Amundsen skierował statek ponownie do Stanów Zjednoczonych, by dokonać napraw i uzupełnić zapasy . Sam udał się do Norwegii, by załatwić sprawy finansowe . Po powrocie zdecydował się podzielić wyprawę: sam miał wziąć samolot i zimować na północnym wybrzeżu Alaski, by wystartować wiosną z lądu a „Maud” z Oscarem Wistingiem (1871–1936) i Haraldem Sverdrupem (1888–1957) miała podjąć kolejną próbę pokonania Północnej Drogi Morskiej . Statek wydostał się z lodu po dwóch latach na północ od Wysp Nowosyberyjskich i kierował się do Cieśniny Beringa . Kolejne zimowanie miało miejsce u ujścia Kołymy . W końcu ekspedycja „Maud” powróciła do Seattle w październiku 1925 roku . Dzięki bogactwu poczynionych obserwacji ekspedycja była naukowym sukcesem . 
Amundsen popadł w problemy finansowe  i we wrześniu 1923 roku był zmuszony ogłosić bankructwo . W 1925 roku „Maud” została zajęta na poczet jego długów i sprzedana Kompanii Zatoki Hudsona (ang. Hudson's Bay Company, HBC) . Firma ochrzciła statek „Baymaud” i go przebudowała dla własnych potrzeb . W 1926 roku „Baymaud” pożeglowała z Vancouver w rejony arktyczne z zapasem drewna i paliwa, m.in. do budowy Fortu Harmon na Wyspie Wiktorii . W 1927 roku zakotwiczyła w zatoce w Cambridge Bay, gdzie HBC budowała kolejną stację . Statek, który okazał się zbyt duży na płytkie wody w regionie, pozostał zakotwiczony w zatoce i był używany jako warsztat, magazyn i stacja radiowa . W latach 30. XX w. zaczął przeciekać i został stopniowo rozebrany . 
W 1990 roku norweska gmina Asker zakupiła wrak za symbolicznego dolara, by wyremontować statek i sprowadzić go do Vollen . Wrak został wydobyty w 2016 roku, przygotowany do podróży przez Atlantyk i przeholowany do Norwegii w 2018 roku. Stanął w muzeum w Vollen.